# Déclaration d'indépendance de la Palestine
La Déclaration d'indépendance de la Palestine (en arabe : إعلان الاستقلال الفلسطيني), aussi appelée Déclaration d'Alger (en arabe : إعلان الجزائر), a lieu le 15 novembre 1988 (5 rabiʿ ath-thani 1409 AH) à Alger à l'occasion de la 19e session extraordinaire du Conseil national palestinien. Elle est écrite par le poète palestinien Mahmoud Darwich et proclamée par Yasser Arafat, président de l'Organisation de libération de la Palestine (OLP).

## Contexte
Le contexte amenant à la déclaration d'indépendance est avant tout marquée par une intensification du nationalisme palestinien. En effet, depuis décembre 1987, la première intifada témoigne du rejet grandissant de l'occupation israélienne.
De même, la décision du 31 juillet 1988 de la Jordanie de se retirer de Cisjordanie rend indispensable l'émergence d'un État à même d'administrer la Palestine.

### Première tentative de création d'un État
Une première tentative de création d'un État palestinien en tant qu'entité administrative et politique avait été prévue en Tunisie en 1985 à Hammam Chott, dans la banlieue de Tunis, mais Israël, afin de mettre fin aux tentatives palestiniennes, a attaqué (faisant fi de toutes les lois internationales) le siège de la Force 17 de l'Organisation de libération de la Palestine (OLP), faisant 68 victimes (50 Palestiniens et 18 Tunisiens). Cette attaque est appelée opération Jambe de bois.
À la suite de ces attentats, une seconde tentative de créer un État palestinien est prévue en Algérie en 1988 à Alger. Dans ce contexte, l'Algérie développe un dispositif terrestre, maritime et aérien de protection résultant en la défense efficace des différentes délégations présentes, notamment des dirigeants palestiniens et de Yasser Arafat.

## Déclaration
Conscient de la nécessité de proclamer l'indépendance de l'État palestinien, Yasser Arafat, alors président de l'OLP, demande au poète Mahmoud Darwich de rédiger la déclaration.
C'est à l'occasion de la 19e session extraordinaire du Conseil national palestinien se tenant le 15 novembre 1988 (5 rabiʿ ath-thani 1409  AH) au Palais des Nations, à Club des Pins (Alger), qu'est déclarée l'indépendance de l'État de Palestine.

### Traductions
À la suite de la proclamation, la déclaration est traduite en français par Elias Sanbar et en anglais par Edward Saïd.

## Contenu

### État de Palestine
Le Conseil national palestinien, instance parlementaire de l'OLP, proclame l'établissement de l'État de Palestine, avec pour capitale Jérusalem.

### Droit à l'autodétermination
Dans sa déclaration, le Conseil national palestinien, exige l'autodétermination du peuple palestinien sur les territoires occupés par Israël depuis 1967.

### Reconnaissance de l'État d'Israël
Dans le même temps, il reconnaît la résolution 181 de l'ONU de 1947 qui partage la Palestine en deux États, l'un juif, l'autre arabe, reconnaissant de facto l'existence de l'État israélien, et il réaffirme sa condamnation du terrorisme.

## Conséquences

### Rejet israélien
Cette déclaration est rejetée par les Israéliens, à commencer par le premier ministre Yitzhak Shamir, malgré les importantes concessions faites par la Palestine.

### Légitimation par les Nations unies
Le 15 décembre 1988, l'Assemblée générale des Nations Unies, dans sa résolution 43/177, prend acte de la déclaration d'indépendance et reconnait au peuple palestinien son droit à exercer la souveraineté sur son territoire occupé depuis 1967.

### Reconnaissance de l'État de Palestine
Au cours des trois mois suivant la Proclamation, 90 États ont reconnu l’État palestinien.